# Честер Тауншип (Нью-Джерсі)
Честер Тауншип (англ. Chester Township) — селище (англ. township) в США, в окрузі Морріс штату Нью-Джерсі. Населення — 7713 особи (2020).

## Демографія
Згідно з переписом 2010 року, у селищі мешкало 7838 осіб у 2592 домогосподарствах у складі 2201 родини. Було 2697 помешкань
Расовий склад населення:
| - 93,3 % — білих - 3,5 % — азіатів - 1,0 % — чорних або афроамериканців |

До двох чи більше рас належало 1,6 %. Частка іспаномовних становила 4,4 % від усіх жителів.
За віковим діапазоном населення розподілялося таким чином: 30,0 % — особи молодші 18 років, 56,8 % — особи у віці 18—64 років, 13,2 % — особи у віці 65 років та старші. Медіана віку мешканця становила 44,4 року. На 100 осіб жіночої статі у селищі припадало 100,0 чоловіків;  на 100 жінок у віці від 18 років та старших — 96,6 чоловіків також старших 18 років.
Середній дохід на одне домашнє господарство  становив 209 498 доларів США (медіана — 154 094), а середній дохід на одну сім'ю — 217 235 доларів (медіана — 164 362). Медіана доходів становила 127 105 доларів для чоловіків та 71 051 долар для жінок. За межею бідності перебувало 2,9 % осіб, у тому числі 0,5 % дітей у віці до 18 років та 9,7 % осіб у віці 65 років та старших.
Цивільне працевлаштоване населення становило 3881 осіб. Основні галузі зайнятості: науковці, спеціалісти, менеджери — 19,9 %, освіта, охорона здоров'я та соціальна допомога — 17,0 %, фінанси, страхування та нерухомість — 15,4 %.